# Avoue, Fletch
Pour plus de détails, voir Fiche technique et Distribution.
Avoue, Fletch (Confess, Fletch) est un film américain réalisé par Greg Mottola et sorti en 2022. Il s'agit d'une adaptation du roman Fletch, à table ! (Confess, Fletch)  de Gregory Mcdonald publié en 1976.

## Synopsis
Alors qu'il se trouve en Italie, Irwin M. "Fletch" Fletcher est envoyé à Boston par sa petite amie Angela pour récupérer la collection d'art de plusieurs millions de dollars qui appartenait à son père. Les peintures ont été volées et sont aujourd'hui en possession d'un marchand d'art américain nommé Ronald Horan. Fletch va alors se retrouver mêlé à des affaires de meurtres.

## Fiche technique
Sauf indication contraire, les informations mentionnées dans cette section peuvent être confirmées par la base de données cinématographiques IMDb,  présente dans la section « Liens externes ».
- Titre original : Confess, Fletch
- Titre français : Avoue, Fletch
- Réalisation : Greg Mottola
- Scénario : Zev Borow et Greg Mottola, d'après le roman Fletch, à table ! (Confess, Fletch)  de Gregory Mcdonald
- Musique : David Arnold
- Direction artistique : Nick Francone
- Décors : Alex DiGerlando
- Costumes : Wendy Chuck
- Photographie : Sam Levy
- Montage : Andy Keir
- Production : Bill Block, Jon Hamm, Connie Tavel

Producteurs délégués : Andrew Golov, Mark Kamine, David List, Greg Mottola et Thomas Zadra
- Société de production : Miramax
- Sociétés de distribution : Paramount Global (monde), Miramax (États-Unis)
- Budget : n/a
- Pays de production :  États-Unis
- Langue originale : anglais
- Format : couleur
- Genre : comédie policière
- Durée : 98 minutes
- Dates de sortie[1] :
  - États-Unis : 16 septembre 2022 (sortie limitée en salles et en vidéo à la demande)
  - Canada : 16 septembre 2022 (vidéo à la demande)
  - France : 12 janvier 2023 (vidéo à la demande[2])
- Classification[3] :
  - États-Unis : R

## Distribution
- Jon Hamm (VF : Bruno Choël) : Irwin Maurice « Fletch » Fletcher
- Roy Wood Jr. (en) (VF : Frantz Confiac) : le sergent inspecteur Monroe
- Ayden Mayeri (VF : Maïa Michaud) : l'aspirant inspecteur Griz
- Lorenza Izzo (VF : Pascale Mompez) : Angela « Andy » de Grassi
- Kyle MacLachlan (VF : Guy Chapellier) : Ronald Horan
- Annie Mumolo (VF : Delphine Saley) : Eve
- John Behlmann (en) (VF : Thibaut Lacour) : Owen Tasserly
- John Slattery : Frank Jaffe
- Lucy Punch (VF : Edwige Lemoine) : Tatiana Tasserly
- Marcia Gay Harden (VF : Ivana Coppola) : la Comtesse
- Eugene Mirman : l'agent de sécurité du club du yacht
- Kenneth Kimmins (en) (VF : Philippe Ariotti) : le Commodore
- Robert Picardo : le Comte de Grassi

Version française dirigée par Catherine Le Lann chez Titra Film.
 Source et légende : version française (VF) sur RS Doublage et carton de doublage français.

## Production

### Genèse et développement
Après la sortie des films Fletch aux trousses (1985) et Autant en emporte Fletch ! (1989) avec Chevy Chase, un reboot de la série — inspirée des romans de Gregory Mcdonald — est évoqué. Plusieurs projets seront tentés notamment par Kevin Smith et Jason Lee, puis Bill Lawrence et Zach Braff ou encore Jason Sudeikis.
En juillet 2020, il est révélé que Jon Hamm produira et tiendra le rôle principal d'un film basé sur le roman Confess, Fletch, réalisé par Greg Mottola. En juin 2021, Marcia Gay Harden, Kyle MacLachlan, Roy Wood Jr. et John Slattery rejoignent la distribution ; puis en juillet Ayden Mayeri, Lorenza Izzo et Annie Mumolo.

### Tournage
Le tournage débute à Boston le 28 juin 2021,. En juillet, des scènes sont tournées à Worcester ainsi qu'à Cohasset. En raison du budget limité, le tournage ne devait durer que 27 jours. Pour ajouter trois jours supplémentaires, Jon Hamm et Greg Mottola acceptent de réduire leur salaire.